# 2016-os IIHF divízió III-as jégkorong-világbajnokság
A 2016-os IIHF divízió III-as jégkorong-világbajnokságot Isztambulban, Törökországban rendezték március 31. és április 6. között, egy hatos csoportban. Az első helyezett feljutott a divízió II B csoportjába.

## Résztvevők
A világbajnokságon az alábbi 6 válogatott vett részt.
| Csapat                  | Kvalifikáció módja                                                    |
| ----------------------- | --------------------------------------------------------------------- |
| Dél-afrikai Köztársaság | Előző évben a divízió II/B csoportjának 6. helyén végzett és kiesett. |
| Törökország             | Rendező, előző évben a divízió III 2. helyén végzett.                 |
| Luxemburg               | Előző évben a divízió III 3. helyén végzett.                          |
| Hongkong                | Előző évben a divízió III 4. helyén végzett.                          |
| Grúzia                  | Előző évben a divízió III 5. helyén végzett.                          |
| Bosznia-Hercegovina     | Előző évben a divízió III 7. helyén végzett.                          |

## Eredmények
A mérkőzések kezdési időpontjai helyi idő szerint (UTC+3) értendők.
| Nemzet                  | M | Gy | HGy | HV | V | G+ | G- | Gk  | P  |
| ----------------------- | - | -- | --- | -- | - | -- | -- | --- | -- |
| Törökország             | 5 | 5  | 0   | 0  | 0 | 35 | 7  | +28 | 15 |
| Dél-afrikai Köztársaság | 5 | 4  | 0   | 0  | 1 | 29 | 10 | +19 | 12 |
| Luxemburg               | 5 | 3  | 0   | 0  | 2 | 29 | 14 | +15 | 9  |
| Bosznia-Hercegovina     | 5 | 2  | 0   | 0  | 3 | 12 | 35 | −23 | 6  |
| Hongkong                | 5 | 1  | 0   | 0  | 4 | 12 | 26 | −14 | 3  |
| Grúzia                  | 5 | 0  | 0   | 0  | 5 | 0  | 25 | −25 | 0  |

| 2016. március 31. 13:00 | Luxemburg | 2–3 (1–1, 0–1, 1–1) | Dél-afrikai Köztársaság | Silivrikapı Jégcsarnok, Isztambul Nézőszám: 112 |

| Jegyzőkönyv | Jegyzőkönyv     | Jegyzőkönyv                     | Jegyzőkönyv | Jegyzőkönyv                                                             |
| --- | --------------- | ------------------------------- | ----------- | ----------------------------------------------------------------------- |
| | Philippe Lepage | Kapusok                         | Ashley Bock | Játékvezető: Valentin Lascar Vonalbírók: Yasin Akyürek Charlie O'Connor |
| \| Holtzem (Cannon) – 02:23 \| 1–0 \| \| \| \| 1–1 \| 09:29 – Edwards (Giot) \| \| \| 1–2 \| 35:42 – Botha (Birrell) (PP) \| \| Eriksson – 42:36 \| 2–2 \| \| \| \| 2–3 \| 58:44 – Botha (Magmoed, Samaai) \| |                 |                                 |             | Játékvezető: Valentin Lascar Vonalbírók: Yasin Akyürek Charlie O'Connor |
| 22 perc | Büntetések      | 12 perc                         |             | Játékvezető: Valentin Lascar Vonalbírók: Yasin Akyürek Charlie O'Connor |
| 24 | Lövések         | 42                              |             | Játékvezető: Valentin Lascar Vonalbírók: Yasin Akyürek Charlie O'Connor |
| Holtzem (Cannon) – 02:23 | 1–0             |                                 |             | Játékvezető: Valentin Lascar Vonalbírók: Yasin Akyürek Charlie O'Connor |
| | 1–1             | 09:29 – Edwards (Giot)          |             | Játékvezető: Valentin Lascar Vonalbírók: Yasin Akyürek Charlie O'Connor |
| | 1–2             | 35:42 – Botha (Birrell) (PP)    |             | Játékvezető: Valentin Lascar Vonalbírók: Yasin Akyürek Charlie O'Connor |
| Eriksson – 42:36 | 2–2             |                                 |             |                                                                         |
| | 2–3             | 58:44 – Botha (Magmoed, Samaai) |             |                                                                         |

| 2016. március 31. 16:30 | Bosznia-Hercegovina | 5–4 (1–2, 3–1, 1–1) | Hongkong | Silivrikapı Jégcsarnok, Isztambul Nézőszám: 156 |

| Jegyzőkönyv | Jegyzőkönyv  | Jegyzőkönyv                           | Jegyzőkönyv      | Jegyzőkönyv                                                   |
| --- | ------------ | ------------------------------------- | ---------------- | ------------------------------------------------------------- |
| | Dino Pašović | Kapusok                               | Ho King Chi King | Játékvezető: Joonas Kova Vonalbírók: Timo Heinonen Josef Špůr |
| \| \| 0–1 \| 09:57 – Tang C. (Fung, Kan C.) \| \| \| 0–2 \| 15:49 – Wong K. (Sham, Tang S.) \| \| Čordalija (PS) – 17:04 \| 1–2 \| \| \| Lemeš (London) – 21:40 \| 2–2 \| \| \| \| 2–3 \| 24:18 – Ho J. (Kan C.) \| \| Hadžihasanović (Pilav) – 28:10 \| 3–3 \| \| \| Čordalija (Alić) – 32:39 \| 4–3 \| \| \| Hodžić (Nikulin) – 41:17 \| 5–3 \| \| \| \| 5–4 \| 51:39 – Wong K. (Wong Y., Ho J.) (PP) \| |              |                                       |                  | Játékvezető: Joonas Kova Vonalbírók: Timo Heinonen Josef Špůr |
| 6 perc | Büntetések   | 8 perc                                |                  | Játékvezető: Joonas Kova Vonalbírók: Timo Heinonen Josef Špůr |
| 16 | Lövések      | 35                                    |                  | Játékvezető: Joonas Kova Vonalbírók: Timo Heinonen Josef Špůr |
| | 0–1          | 09:57 – Tang C. (Fung, Kan C.)        |                  | Játékvezető: Joonas Kova Vonalbírók: Timo Heinonen Josef Špůr |
| | 0–2          | 15:49 – Wong K. (Sham, Tang S.)       |                  | Játékvezető: Joonas Kova Vonalbírók: Timo Heinonen Josef Špůr |
| Čordalija (PS) – 17:04 | 1–2          |                                       |                  | Játékvezető: Joonas Kova Vonalbírók: Timo Heinonen Josef Špůr |
| Lemeš (London) – 21:40 | 2–2          |                                       |                  |                                                               |
| | 2–3          | 24:18 – Ho J. (Kan C.)                |                  |                                                               |
| Hadžihasanović (Pilav) – 28:10 | 3–3          |                                       |                  |                                                               |
| Čordalija (Alić) – 32:39 | 4–3          |                                       |                  |                                                               |
| Hodžić (Nikulin) – 41:17 | 5–3          |                                       |                  |                                                               |
| | 5–4          | 51:39 – Wong K. (Wong Y., Ho J.) (PP) |                  |                                                               |

| 2016. március 31. 20:00 | Törökország | 5–4 (0–1, 3–1, 2–2) | Grúzia | Silivrikapı Jégcsarnok, Isztambul Nézőszám: 378 |

| Jegyzőkönyv | Jegyzőkönyv   | Jegyzőkönyv                          | Jegyzőkönyv    | Jegyzőkönyv                                                                   |
| --- | ------------- | ------------------------------------ | -------------- | ----------------------------------------------------------------------------- |
| | Erol Kahraman | Kapusok                              | Andrei Ilienko | Játékvezető: Christoffer Holm Vonalbírók: Knut Braten Laurynas Stepankevičius |
| \| \| 0–1 \| 09:48 – Dumbadze \| \| An. Koçoğlu (PP) – 21:55 \| 1–1 \| \| \| Gümüş (K. Salt, Kavaz) – 24:49 \| 2–1 \| \| \| \| 2–2 \| 29:06 – Kochkin (Geperidze) \| \| Özmen (Solak) – 39:11 \| 3–2 \| \| \| Semiz – 40:23 \| 4–2 \| \| \| \| 4–3 \| 48:30 – Shalunov (Tsomaia, Svanidze) \| \| \| 4–4 \| 53:35 – Kochkin \| \| An. Koçoğlu (Al. Koçoğlu) – 56:52 \| 5–4 \| \| |               |                                      |                | Játékvezető: Christoffer Holm Vonalbírók: Knut Braten Laurynas Stepankevičius |
| 16 perc | Büntetések    | 12 perc                              |                | Játékvezető: Christoffer Holm Vonalbírók: Knut Braten Laurynas Stepankevičius |
| 40 | Lövések       | 29                                   |                | Játékvezető: Christoffer Holm Vonalbírók: Knut Braten Laurynas Stepankevičius |
| | 0–1           | 09:48 – Dumbadze                     |                | Játékvezető: Christoffer Holm Vonalbírók: Knut Braten Laurynas Stepankevičius |
| An. Koçoğlu (PP) – 21:55 | 1–1           |                                      |                | Játékvezető: Christoffer Holm Vonalbírók: Knut Braten Laurynas Stepankevičius |
| Gümüş (K. Salt, Kavaz) – 24:49 | 2–1           |                                      |                | Játékvezető: Christoffer Holm Vonalbírók: Knut Braten Laurynas Stepankevičius |
| | 2–2           | 29:06 – Kochkin (Geperidze)          |                |                                                                               |
| Özmen (Solak) – 39:11 | 3–2           |                                      |                |                                                                               |
| Semiz – 40:23 | 4–2           |                                      |                |                                                                               |
| | 4–3           | 48:30 – Shalunov (Tsomaia, Svanidze) |                |                                                                               |
| | 4–4           | 53:35 – Kochkin                      |                |                                                                               |
| An. Koçoğlu (Al. Koçoğlu) – 56:52 | 5–4           |                                      |                |                                                                               |

| 2016. április 1. 13:00 | Dél-afrikai Köztársaság | 9–1 (0–0, 4–1, 5–0) | Hongkong | Silivrikapı Jégcsarnok, Isztambul Nézőszám: 79 |

| Jegyzőkönyv | Jegyzőkönyv     | Jegyzőkönyv                     | Jegyzőkönyv                            | Jegyzőkönyv                                                           |
| --- | --------------- | ------------------------------- | -------------------------------------- | --------------------------------------------------------------------- |
| | Charl Pretorius | Kapusok                         | Keung Emerson Kwokway Ho King Chi King | Játékvezető: Christoffer Holm Vonalbírók: Yasin Akyürek Timo Heinonen |
| \| Marais (Samaai) – 28:18 \| 1–0 \| \| \| \| 1–1 \| 32:12 – Wong K. (Kan S., Ho J.) \| \| Birrell (Botha, Samaai) – 32:12 \| 2–1 \| \| \| Valadas – 38:10 \| 3–1 \| \| \| Birrell (Samaai) – 38:58 \| 4–1 \| \| \| Giot (Magmoed, Edwards) – 41:48 \| 5–1 \| \| \| Van Doesburgh (W. Du Preez, Marais) – 43:31 \| 6–1 \| \| \| Samaai (Birrell) – 48:52 \| 7–1 \| \| \| Edwards (Marais, Valadas) – 50:57 \| 8–1 \| \| \| Birrell – 57:10 \| 9–1 \| \| |                 |                                 |                                        | Játékvezető: Christoffer Holm Vonalbírók: Yasin Akyürek Timo Heinonen |
| 8 perc | Büntetések      | 14 perc                         |                                        | Játékvezető: Christoffer Holm Vonalbírók: Yasin Akyürek Timo Heinonen |
| 50 | Lövések         | 9                               |                                        | Játékvezető: Christoffer Holm Vonalbírók: Yasin Akyürek Timo Heinonen |
| Marais (Samaai) – 28:18 | 1–0             |                                 |                                        | Játékvezető: Christoffer Holm Vonalbírók: Yasin Akyürek Timo Heinonen |
| | 1–1             | 32:12 – Wong K. (Kan S., Ho J.) |                                        | Játékvezető: Christoffer Holm Vonalbírók: Yasin Akyürek Timo Heinonen |
| Birrell (Botha, Samaai) – 32:12 | 2–1             |                                 |                                        | Játékvezető: Christoffer Holm Vonalbírók: Yasin Akyürek Timo Heinonen |
| Valadas – 38:10 | 3–1             |                                 |                                        |                                                                       |
| Birrell (Samaai) – 38:58 | 4–1             |                                 |                                        |                                                                       |
| Giot (Magmoed, Edwards) – 41:48 | 5–1             |                                 |                                        |                                                                       |
| Van Doesburgh (W. Du Preez, Marais) – 43:31 | 6–1             |                                 |                                        |                                                                       |
| Samaai (Birrell) – 48:52 | 7–1             |                                 |                                        |                                                                       |
| Edwards (Marais, Valadas) – 50:57 | 8–1             |                                 |                                        |                                                                       |
| Birrell – 57:10 | 9–1             |                                 |                                        |                                                                       |

| 2016. április 1. 16:30 | Grúzia | 8–0 (4–0, 2–0, 2–0) | Bosznia-Hercegovina | Silivrikapı Jégcsarnok, Isztambul Nézőszám: 93 |

| Jegyzőkönyv | Jegyzőkönyv                    | Jegyzőkönyv | Jegyzőkönyv                | Jegyzőkönyv                                                     |
| --- | ------------------------------ | ----------- | -------------------------- | --------------------------------------------------------------- |
| | Andrei Ilienko Kakha Ambrolava | Kapusok     | Dino Pašović Edis Pribišić | Játékvezető: Valentin Lascar Vonalbírók: Murat Aygün Josef Špůr |
| \| Kochkin (Shalunov) – 09:09 \| 1–0 \| \| \| Tsomaia (Kochkin) (PP) – 11:30 \| 2–0 \| \| \| Geperidze (Dumbadze) – 16:06 \| 3–0 \| \| \| Kozyulin (Kochkin) – 16:50 \| 4–0 \| \| \| D. Oganeziani (Kozyulin) – 26:45 \| 5–0 \| \| \| Kochkin (Gi. Jeiranashvili) – 34:07 \| 6–0 \| \| \| D. Oganeziani (Kochkin) – 40:31 \| 7–0 \| \| \| Kavkasidze (Minasiani, Tsomaia) – 49:22 \| 8–0 \| \| |                                |             |                            | Játékvezető: Valentin Lascar Vonalbírók: Murat Aygün Josef Špůr |
| 34 perc | Büntetések                     | 51 perc     |                            | Játékvezető: Valentin Lascar Vonalbírók: Murat Aygün Josef Špůr |
| 35 | Lövések                        | 14          |                            | Játékvezető: Valentin Lascar Vonalbírók: Murat Aygün Josef Špůr |
| Kochkin (Shalunov) – 09:09 | 1–0                            |             |                            | Játékvezető: Valentin Lascar Vonalbírók: Murat Aygün Josef Špůr |
| Tsomaia (Kochkin) (PP) – 11:30 | 2–0                            |             |                            | Játékvezető: Valentin Lascar Vonalbírók: Murat Aygün Josef Špůr |
| Geperidze (Dumbadze) – 16:06 | 3–0                            |             |                            | Játékvezető: Valentin Lascar Vonalbírók: Murat Aygün Josef Špůr |
| Kozyulin (Kochkin) – 16:50 | 4–0                            |             |                            |                                                                 |
| D. Oganeziani (Kozyulin) – 26:45 | 5–0                            |             |                            |                                                                 |
| Kochkin (Gi. Jeiranashvili) – 34:07 | 6–0                            |             |                            |                                                                 |
| D. Oganeziani (Kochkin) – 40:31 | 7–0                            |             |                            |                                                                 |
| Kavkasidze (Minasiani, Tsomaia) – 49:22 | 8–0                            |             |                            |                                                                 |

| 2016. április 1. 20:00 | Törökország | 10–2 (3–0, 4–2, 3–0) | Luxemburg | Silivrikapı Jégcsarnok, Isztambul Nézőszám: 383 |

| Jegyzőkönyv | Jegyzőkönyv   | Jegyzőkönyv                             | Jegyzőkönyv     | Jegyzőkönyv                                                          |
| --- | ------------- | --------------------------------------- | --------------- | -------------------------------------------------------------------- |
| | Erol Kahraman | Kapusok                                 | Philippe Lepage | Játékvezető: Stefan Hogarth Vonalbírók: Knut Braten Charlie O'Connor |
| \| Al. Koçoğlu (Kavaz) – 02:17 \| 1–0 \| \| \| Semiz (Gümüş, Özmen) (PP) – 12:01 \| 2–0 \| \| \| Halil – 13:35 \| 3–0 \| \| \| An. Koçoğlu (Al. Koçoğlu) – 21:49 \| 4–0 \| \| \| \| 4–1 \| 26:28 – Cannon (R. Beran) \| \| Özmen (Semiz) – 27:17 \| 5–1 \| \| \| \| 5–2 \| 34:23 – T. Beran (G. Scheier, R. Beran) \| \| Özmen (Solak) – 35:15 \| 6–2 \| \| \| Gümüş (Semiz, Özmen) – 39:52 \| 7–2 \| \| \| Özmen (Semiz, Solak) – 44:45 \| 8–2 \| \| \| Ö. Kars (Kavaz) – 50:11 \| 9–2 \| \| \| Solak (Semiz, Y. Kars) – 55:03 \| 10–2 \| \| |               |                                         |                 | Játékvezető: Stefan Hogarth Vonalbírók: Knut Braten Charlie O'Connor |
| 10 perc | Büntetések    | 16 perc                                 |                 | Játékvezető: Stefan Hogarth Vonalbírók: Knut Braten Charlie O'Connor |
| 49 | Lövések       | 23                                      |                 | Játékvezető: Stefan Hogarth Vonalbírók: Knut Braten Charlie O'Connor |
| Al. Koçoğlu (Kavaz) – 02:17 | 1–0           |                                         |                 | Játékvezető: Stefan Hogarth Vonalbírók: Knut Braten Charlie O'Connor |
| Semiz (Gümüş, Özmen) (PP) – 12:01 | 2–0           |                                         |                 | Játékvezető: Stefan Hogarth Vonalbírók: Knut Braten Charlie O'Connor |
| Halil – 13:35 | 3–0           |                                         |                 | Játékvezető: Stefan Hogarth Vonalbírók: Knut Braten Charlie O'Connor |
| An. Koçoğlu (Al. Koçoğlu) – 21:49 | 4–0           |                                         |                 |                                                                      |
| | 4–1           | 26:28 – Cannon (R. Beran)               |                 |                                                                      |
| Özmen (Semiz) – 27:17 | 5–1           |                                         |                 |                                                                      |
| | 5–2           | 34:23 – T. Beran (G. Scheier, R. Beran) |                 |                                                                      |
| Özmen (Solak) – 35:15 | 6–2           |                                         |                 |                                                                      |
| Gümüş (Semiz, Özmen) – 39:52 | 7–2           |                                         |                 |                                                                      |
| Özmen (Semiz, Solak) – 44:45 | 8–2           |                                         |                 |                                                                      |
| Ö. Kars (Kavaz) – 50:11 | 9–2           |                                         |                 |                                                                      |
| Solak (Semiz, Y. Kars) – 55:03 | 10–2          |                                         |                 |                                                                      |

| 2016. április 3. 13:00 | Luxemburg | 7–1 (3–0, 3–1, 1–0) | Hongkong | Silivrikapı Jégcsarnok, Isztambul Nézőszám: 83 |

| Jegyzőkönyv | Jegyzőkönyv   | Jegyzőkönyv                       | Jegyzőkönyv      | Jegyzőkönyv                                                        |
| --- | ------------- | --------------------------------- | ---------------- | ------------------------------------------------------------------ |
| | Gilles Mangen | Kapusok                           | Ho King Chi King | Játékvezető: Valentin Lascar Vonalbírók: Murat Aygün Timo Heinonen |
| \| G. Scheier (T. Beran, R. Beran) – 09:59 \| 1–0 \| \| \| R. Scheier (Cannon, Holtzem) (PP) – 13:17 \| 2–0 \| \| \| Eriksson (Cannon, Sinner) – 15:27 \| 3–0 \| \| \| Cannon (Holtzem, R. Scheier) – 20:27 \| 4–0 \| \| \| Eriksson (Cannon) – 28:28 \| 5–0 \| \| \| \| 5–1 \| 29:42 – Sham (Fung, Wong Y.) (PP) \| \| Holtzem (Cannon, R. Scheier) – 30:01 \| 6–1 \| \| \| Eriksson (Cannon, Holtzem) – 45:40 \| 7–1 \| \| |               |                                   |                  | Játékvezető: Valentin Lascar Vonalbírók: Murat Aygün Timo Heinonen |
| 18 perc | Büntetések    | 6 perc                            |                  | Játékvezető: Valentin Lascar Vonalbírók: Murat Aygün Timo Heinonen |
| 37 | Lövések       | 31                                |                  | Játékvezető: Valentin Lascar Vonalbírók: Murat Aygün Timo Heinonen |
| G. Scheier (T. Beran, R. Beran) – 09:59 | 1–0           |                                   |                  | Játékvezető: Valentin Lascar Vonalbírók: Murat Aygün Timo Heinonen |
| R. Scheier (Cannon, Holtzem) (PP) – 13:17 | 2–0           |                                   |                  | Játékvezető: Valentin Lascar Vonalbírók: Murat Aygün Timo Heinonen |
| Eriksson (Cannon, Sinner) – 15:27 | 3–0           |                                   |                  | Játékvezető: Valentin Lascar Vonalbírók: Murat Aygün Timo Heinonen |
| Cannon (Holtzem, R. Scheier) – 20:27 | 4–0           |                                   |                  |                                                                    |
| Eriksson (Cannon) – 28:28 | 5–0           |                                   |                  |                                                                    |
| | 5–1           | 29:42 – Sham (Fung, Wong Y.) (PP) |                  |                                                                    |
| Holtzem (Cannon, R. Scheier) – 30:01 | 6–1           |                                   |                  |                                                                    |
| Eriksson (Cannon, Holtzem) – 45:40 | 7–1           |                                   |                  |                                                                    |

| 2016. április 3. 16:30 | Törökország | 8–2 (4–0, 3–2, 1–0) | Bosznia-Hercegovina | Silivrikapı Jégcsarnok, Isztambul Nézőszám: 381 |

| Jegyzőkönyv | Jegyzőkönyv                | Jegyzőkönyv                     | Jegyzőkönyv                | Jegyzőkönyv                                                      |
| --- | -------------------------- | ------------------------------- | -------------------------- | ---------------------------------------------------------------- |
| | Erol Kahraman Tolga Bozacı | Kapusok                         | Dino Pašović Edis Pribišić | Játékvezető: Joonas Kova Vonalbírók: Charlie O'Connor Josef Špůr |
| \| Semiz (Solak) – 00:30 \| 1–0 \| \| \| H. Salt (Aktürk) – 00:52 \| 2–0 \| \| \| Ö. Kars (Savaş) – 03:24 \| 3–0 \| \| \| Bakal (Semiz, Özmen) (PP) – 09:21 \| 4–0 \| \| \| Özmen (Solak, Öztürk) – 23:16 \| 5–0 \| \| \| Özmen (Solak, Semiz) – 23:39 \| 6–0 \| \| \| \| 6–1 \| 24:37 – Hadžihasanović (London) \| \| Semiz (Özmen) (SH) – 31:34 \| 7–1 \| \| \| \| 7–2 \| 38:42 – Hodžić \| \| Al. Koçoğlu (Özmen, Gümüş) (PP) – 53:21 \| 8–2 \| \| |                            |                                 |                            | Játékvezető: Joonas Kova Vonalbírók: Charlie O'Connor Josef Špůr |
| 10 perc | Büntetések                 | 14 perc                         |                            | Játékvezető: Joonas Kova Vonalbírók: Charlie O'Connor Josef Špůr |
| 68 | Lövések                    | 16                              |                            | Játékvezető: Joonas Kova Vonalbírók: Charlie O'Connor Josef Špůr |
| Semiz (Solak) – 00:30 | 1–0                        |                                 |                            | Játékvezető: Joonas Kova Vonalbírók: Charlie O'Connor Josef Špůr |
| H. Salt (Aktürk) – 00:52 | 2–0                        |                                 |                            | Játékvezető: Joonas Kova Vonalbírók: Charlie O'Connor Josef Špůr |
| Ö. Kars (Savaş) – 03:24 | 3–0                        |                                 |                            | Játékvezető: Joonas Kova Vonalbírók: Charlie O'Connor Josef Špůr |
| Bakal (Semiz, Özmen) (PP) – 09:21 | 4–0                        |                                 |                            |                                                                  |
| Özmen (Solak, Öztürk) – 23:16 | 5–0                        |                                 |                            |                                                                  |
| Özmen (Solak, Semiz) – 23:39 | 6–0                        |                                 |                            |                                                                  |
| | 6–1                        | 24:37 – Hadžihasanović (London) |                            |                                                                  |
| Semiz (Özmen) (SH) – 31:34 | 7–1                        |                                 |                            |                                                                  |
| | 7–2                        | 38:42 – Hodžić                  |                            |                                                                  |
| Al. Koçoğlu (Özmen, Gümüş) (PP) – 53:21 | 8–2                        |                                 |                            |                                                                  |

| 2016. április 3. 20:00 | Dél-afrikai Köztársaság | 5–6 (4–2, 0–1, 1–3) | Grúzia | Silivrikapı Jégcsarnok, Isztambul Nézőszám: 92 |

| Jegyzőkönyv | Jegyzőkönyv     | Jegyzőkönyv                              | Jegyzőkönyv    | Jegyzőkönyv                                                                   |
| --- | --------------- | ---------------------------------------- | -------------- | ----------------------------------------------------------------------------- |
| | Charl Pretorius | Kapusok                                  | Andrei Ilienko | Játékvezető: Stefan Hogarth Vonalbírók: Yasin Akyürek Laurynas Stepankevičius |
| \| Samaai (Van Doesburgh, W. Du Preez) – 02:35 \| 1–0 \| \| \| Birrell (Samaai) – 02:46 \| 2–0 \| \| \| \| 2–1 \| 06:13 – Kochkin (PS) \| \| Giot (Magmoed, Edwards) – 10:42 \| 3–1 \| \| \| \| 3–2 \| 11:21 – Kozyulin (Kochkin) \| \| Marais (Magmoed, Samaai) (PP) – 19:25 \| 4–2 \| \| \| \| 4–3 \| 21:15 – Kochkin \| \| Verwey – 42:16 \| 5–3 \| \| \| \| 5–4 \| 44:40 – Kochkin (Kozyulin) \| \| \| 5–5 \| 50:09 – Kurbatov (Tsomaia, Kochkin) (PP) \| \| \| 5–6 \| 51:06 – Kozyulin \| |                 |                                          |                | Játékvezető: Stefan Hogarth Vonalbírók: Yasin Akyürek Laurynas Stepankevičius |
| 14 perc | Büntetések      | 24 perc                                  |                | Játékvezető: Stefan Hogarth Vonalbírók: Yasin Akyürek Laurynas Stepankevičius |
| 49 | Lövések         | 28                                       |                | Játékvezető: Stefan Hogarth Vonalbírók: Yasin Akyürek Laurynas Stepankevičius |
| Samaai (Van Doesburgh, W. Du Preez) – 02:35 | 1–0             |                                          |                | Játékvezető: Stefan Hogarth Vonalbírók: Yasin Akyürek Laurynas Stepankevičius |
| Birrell (Samaai) – 02:46 | 2–0             |                                          |                | Játékvezető: Stefan Hogarth Vonalbírók: Yasin Akyürek Laurynas Stepankevičius |
| | 2–1             | 06:13 – Kochkin (PS)                     |                | Játékvezető: Stefan Hogarth Vonalbírók: Yasin Akyürek Laurynas Stepankevičius |
| Giot (Magmoed, Edwards) – 10:42 | 3–1             |                                          |                |                                                                               |
| | 3–2             | 11:21 – Kozyulin (Kochkin)               |                |                                                                               |
| Marais (Magmoed, Samaai) (PP) – 19:25 | 4–2             |                                          |                |                                                                               |
| | 4–3             | 21:15 – Kochkin                          |                |                                                                               |
| Verwey – 42:16 | 5–3             |                                          |                |                                                                               |
| | 5–4             | 44:40 – Kochkin (Kozyulin)               |                |                                                                               |
| | 5–5             | 50:09 – Kurbatov (Tsomaia, Kochkin) (PP) |                |                                                                               |
| | 5–6             | 51:06 – Kozyulin                         |                |                                                                               |

| 2016. április 4. 13:00 | Hongkong | 1–5 (1–2, 0–2, 0–1) | Törökország | Silivrikapı Jégcsarnok, Isztambul Nézőszám: 282 |

| Jegyzőkönyv | Jegyzőkönyv           | Jegyzőkönyv                            | Jegyzőkönyv   | Jegyzőkönyv                                                                  |
| --- | --------------------- | -------------------------------------- | ------------- | ---------------------------------------------------------------------------- |
| | Keung Emerson Kwokway | Kapusok                                | Erol Kahraman | Játékvezető: Valentin Lascar Vonalbírók: Knut Braten Laurynas Stepankevičius |
| \| Ho J. – 00:16 \| 1–0 \| \| \| \| 1–1 \| 16:06 – Özmen (Solak, Y. Kars) \| \| \| 1–2 \| 18:30 – Özmen (Semiz) \| \| \| 1–3 \| 22:34 – H. Salt (Gümüş, Y. Kars) \| \| \| 1–4 \| 27:37 – Al. Koçoğlu (Karakoç) \| \| \| 1–5 \| 55:35 – Karakoç (An. Koçoğlu, Y. Kars) \| |                       |                                        |               | Játékvezető: Valentin Lascar Vonalbírók: Knut Braten Laurynas Stepankevičius |
| 8 perc | Büntetések            | 20 perc                                |               | Játékvezető: Valentin Lascar Vonalbírók: Knut Braten Laurynas Stepankevičius |
| 14 | Lövések               | 38                                     |               | Játékvezető: Valentin Lascar Vonalbírók: Knut Braten Laurynas Stepankevičius |
| Ho J. – 00:16 | 1–0                   |                                        |               | Játékvezető: Valentin Lascar Vonalbírók: Knut Braten Laurynas Stepankevičius |
| | 1–1                   | 16:06 – Özmen (Solak, Y. Kars)         |               | Játékvezető: Valentin Lascar Vonalbírók: Knut Braten Laurynas Stepankevičius |
| | 1–2                   | 18:30 – Özmen (Semiz)                  |               | Játékvezető: Valentin Lascar Vonalbírók: Knut Braten Laurynas Stepankevičius |
| | 1–3                   | 22:34 – H. Salt (Gümüş, Y. Kars)       |               |                                                                              |
| | 1–4                   | 27:37 – Al. Koçoğlu (Karakoç)          |               |                                                                              |
| | 1–5                   | 55:35 – Karakoç (An. Koçoğlu, Y. Kars) |               |                                                                              |

| 2016. április 4. 16:30 | Grúzia | 5–0 (1–0, 3–0, 1–0) | Luxemburg | Silivrikapı Jégcsarnok, Isztambul Nézőszám: 33 |

| Jegyzőkönyv | Jegyzőkönyv    | Jegyzőkönyv | Jegyzőkönyv   | Jegyzőkönyv                                                           |
| --- | -------------- | ----------- | ------------- | --------------------------------------------------------------------- |
| | Andrei Ilienko | Kapusok     | Gilles Mangen | Játékvezető: Christoffer Holm Vonalbírók: Yasin Akyürek Timo Heinonen |
| \| Kurbatov (Tsomaia) (PP) – 10:06 \| 1–0 \| \| \| Kurbatov (Kozyulin, Kochkin) (PP) – 26:01 \| 2–0 \| \| \| Kozyulin (Svanidze, Kurbatov) – 34:59 \| 3–0 \| \| \| Kozyulin (Kochkin) – 38:39 \| 4–0 \| \| \| Kozyulin (Svanidze) – 48:45 \| 5–0 \| \| |                |             |               | Játékvezető: Christoffer Holm Vonalbírók: Yasin Akyürek Timo Heinonen |
| 12 perc | Büntetések     | 18 perc     |               | Játékvezető: Christoffer Holm Vonalbírók: Yasin Akyürek Timo Heinonen |
| 44 | Lövések        | 20          |               | Játékvezető: Christoffer Holm Vonalbírók: Yasin Akyürek Timo Heinonen |
| Kurbatov (Tsomaia) (PP) – 10:06 | 1–0            |             |               | Játékvezető: Christoffer Holm Vonalbírók: Yasin Akyürek Timo Heinonen |
| Kurbatov (Kozyulin, Kochkin) (PP) – 26:01 | 2–0            |             |               | Játékvezető: Christoffer Holm Vonalbírók: Yasin Akyürek Timo Heinonen |
| Kozyulin (Svanidze, Kurbatov) – 34:59 | 3–0            |             |               | Játékvezető: Christoffer Holm Vonalbírók: Yasin Akyürek Timo Heinonen |
| Kozyulin (Kochkin) – 38:39 | 4–0            |             |               |                                                                       |
| Kozyulin (Svanidze) – 48:45 | 5–0            |             |               |                                                                       |

| 2016. április 4. 20:00 | Bosznia-Hercegovina | 0–10 (0–2, 0–7, 0–1) | Dél-afrikai Köztársaság | Silivrikapı Jégcsarnok, Isztambul Nézőszám: 65 |

| Jegyzőkönyv | Jegyzőkönyv                | Jegyzőkönyv                               | Jegyzőkönyv | Jegyzőkönyv                                                       |
| --- | -------------------------- | ----------------------------------------- | ----------- | ----------------------------------------------------------------- |
| | Edis Pribišić Dino Pašović | Kapusok                                   | Ashley Bock | Játékvezető: Joonas Kova Vonalbírók: Murat Aygün Charlie O'Connor |
| \| \| 0–1 \| 01:33 – Marais (Valadas) \| \| \| 0–2 \| 14:35 – Van Doesburgh (Willemstijn) \| \| \| 0–3 \| 25:22 – Marais (Samaai) (PP) \| \| \| 0–4 \| 25:36 – Valadas (Edwards) \| \| \| 0–5 \| 26:13 – Valadas (Gonsalves, Reeves) \| \| \| 0–6 \| 27:27 – Marais (Gonsalves, Bremner) \| \| \| 0–7 \| 30:23 – S. Du Preez (Samaai, W. Du Preez) \| \| \| 0–8 \| 35:02 – W. Du Preez (Marais) \| \| \| 0–9 \| 39:09 – Giot (Edwards) \| \| \| 0–10 \| 50:35 – Edwards (Giot, Valadas) (PP) \| |                            |                                           |             | Játékvezető: Joonas Kova Vonalbírók: Murat Aygün Charlie O'Connor |
| 14 perc | Büntetések                 | 2 perc                                    |             | Játékvezető: Joonas Kova Vonalbírók: Murat Aygün Charlie O'Connor |
| 18 | Lövések                    | 42                                        |             | Játékvezető: Joonas Kova Vonalbírók: Murat Aygün Charlie O'Connor |
| | 0–1                        | 01:33 – Marais (Valadas)                  |             | Játékvezető: Joonas Kova Vonalbírók: Murat Aygün Charlie O'Connor |
| | 0–2                        | 14:35 – Van Doesburgh (Willemstijn)       |             | Játékvezető: Joonas Kova Vonalbírók: Murat Aygün Charlie O'Connor |
| | 0–3                        | 25:22 – Marais (Samaai) (PP)              |             | Játékvezető: Joonas Kova Vonalbírók: Murat Aygün Charlie O'Connor |
| | 0–4                        | 25:36 – Valadas (Edwards)                 |             |                                                                   |
| | 0–5                        | 26:13 – Valadas (Gonsalves, Reeves)       |             |                                                                   |
| | 0–6                        | 27:27 – Marais (Gonsalves, Bremner)       |             |                                                                   |
| | 0–7                        | 30:23 – S. Du Preez (Samaai, W. Du Preez) |             |                                                                   |
| | 0–8                        | 35:02 – W. Du Preez (Marais)              |             |                                                                   |
| | 0–9                        | 39:09 – Giot (Edwards)                    |             |                                                                   |
| | 0–10                       | 50:35 – Edwards (Giot, Valadas) (PP)      |             |                                                                   |

| 2016. április 6. 13:00 | Dél-afrikai Köztársaság | 2–7 (1–3, 0–2, 1–2) | Törökország | Silivrikapı Jégcsarnok, Isztambul Nézőszám: 451 |

| Jegyzőkönyv | Jegyzőkönyv | Jegyzőkönyv                                   | Jegyzőkönyv   | Jegyzőkönyv                                                            |
| --- | ----------- | --------------------------------------------- | ------------- | ---------------------------------------------------------------------- |
| | Ashley Bock | Kapusok                                       | Erol Kahraman | Játékvezető: Christoffer Holm Vonalbírók: Knut Braten Charlie O'Connor |
| \| Botha (Samaai) (PP) – 01:48 \| 1–0 \| \| \| \| 1–1 \| 13:55 – Semiz (An. Koçoğlu, Özmen) (PP2) \| \| \| 1–2 \| 15:15 – Özmen (PP) \| \| \| 1–3 \| 15:30 – Al. Koçoğlu (An. Koçoğlu) \| \| \| 1–4 \| 25:19 – An. Koçoğlu \| \| \| 1–5 \| 32:44 – Al. Koçoğlu (An. Koçoğlu, Semiz) (PP) \| \| \| 1–6 \| 41:58 – Özmen (Al. Koçoğlu, An. Koçoğlu) (PP) \| \| \| 1–7 \| 49:21 – Gümüş (Halil, Savaş) \| \| Valadas (Giot) (PP) – 56:53 \| 2–7 \| \| |             |                                               |               | Játékvezető: Christoffer Holm Vonalbírók: Knut Braten Charlie O'Connor |
| 12 perc | Büntetések  | 18 perc                                       |               | Játékvezető: Christoffer Holm Vonalbírók: Knut Braten Charlie O'Connor |
| 35 | Lövések     | 38                                            |               | Játékvezető: Christoffer Holm Vonalbírók: Knut Braten Charlie O'Connor |
| Botha (Samaai) (PP) – 01:48 | 1–0         |                                               |               | Játékvezető: Christoffer Holm Vonalbírók: Knut Braten Charlie O'Connor |
| | 1–1         | 13:55 – Semiz (An. Koçoğlu, Özmen) (PP2)      |               | Játékvezető: Christoffer Holm Vonalbírók: Knut Braten Charlie O'Connor |
| | 1–2         | 15:15 – Özmen (PP)                            |               | Játékvezető: Christoffer Holm Vonalbírók: Knut Braten Charlie O'Connor |
| | 1–3         | 15:30 – Al. Koçoğlu (An. Koçoğlu)             |               |                                                                        |
| | 1–4         | 25:19 – An. Koçoğlu                           |               |                                                                        |
| | 1–5         | 32:44 – Al. Koçoğlu (An. Koçoğlu, Semiz) (PP) |               |                                                                        |
| | 1–6         | 41:58 – Özmen (Al. Koçoğlu, An. Koçoğlu) (PP) |               |                                                                        |
| | 1–7         | 49:21 – Gümüş (Halil, Savaş)                  |               |                                                                        |
| Valadas (Giot) (PP) – 56:53 | 2–7         |                                               |               |                                                                        |

| 2016. április 6. 16:30 | Hongkong | 3–14 (0–4, 2–6, 1–4) | Grúzia | Silivrikapı Jégcsarnok, Isztambul Nézőszám: 51 |

| Jegyzőkönyv | Jegyzőkönyv                            | Jegyzőkönyv                                         | Jegyzőkönyv    | Jegyzőkönyv                                                             |
| --- | -------------------------------------- | --------------------------------------------------- | -------------- | ----------------------------------------------------------------------- |
| | Ho King Chi King Keung Emerson Kwokway | Kapusok                                             | Andrei Ilienko | Játékvezető: Joonas Kova Vonalbírók: Josef Špůr Laurynas Stepankevičius |
| \| \| 0–1 \| 01:15 – G. Oganeziani (Kochkin) \| \| \| 0–2 \| 08:41 – Dumbadze (Kurbatov, Svanidze) \| \| \| 0–3 \| 10:01 – Kozyulin (Svanidze, Kochkin) (PP) \| \| \| 0–4 \| 12:46 – Kochkin (Kozyulin) (SH) \| \| \| 0–5 \| 23:25 – Dumbadze (Svanidze) (PP) \| \| \| 0–6 \| 23:38 – Kochkin \| \| \| 0–7 \| 31:59 – Kozyulin (Gi. Jeiranashvili) \| \| Wong K. (Tang S.) – 33:43 \| 1–7 \| \| \| \| 1–8 \| 34:01 – Kurbatov \| \| \| 1–9 \| 35:52 – Kochkin \| \| \| 1–10 \| 38:05 – Kozyulin (Svanidze) (SH) \| \| Wong Y. (Wong K., Ho J.) (PP) – 39:06 \| 2–10 \| \| \| \| 2–11 \| 42:07 – Svanidze (Kurbatov) \| \| Ho J. (Kan S., Wong K.) (PP) – 45:40 \| 3–11 \| \| \| \| 3–12 \| 48:14 – D. Oganeziani (Kozyulin) \| \| \| 3–13 \| 52:53 – Svanidze (Gi. Jeiranashvili, D. Oganeziani) \| \| \| 3–14 \| 56:51 – Svanidze (PS) \| |                                        |                                                     |                | Játékvezető: Joonas Kova Vonalbírók: Josef Špůr Laurynas Stepankevičius |
| 8 perc | Büntetések                             | 14 perc                                             |                | Játékvezető: Joonas Kova Vonalbírók: Josef Špůr Laurynas Stepankevičius |
| 16 | Lövések                                | 49                                                  |                | Játékvezető: Joonas Kova Vonalbírók: Josef Špůr Laurynas Stepankevičius |
| | 0–1                                    | 01:15 – G. Oganeziani (Kochkin)                     |                | Játékvezető: Joonas Kova Vonalbírók: Josef Špůr Laurynas Stepankevičius |
| | 0–2                                    | 08:41 – Dumbadze (Kurbatov, Svanidze)               |                | Játékvezető: Joonas Kova Vonalbírók: Josef Špůr Laurynas Stepankevičius |
| | 0–3                                    | 10:01 – Kozyulin (Svanidze, Kochkin) (PP)           |                | Játékvezető: Joonas Kova Vonalbírók: Josef Špůr Laurynas Stepankevičius |
| | 0–4                                    | 12:46 – Kochkin (Kozyulin) (SH)                     |                |                                                                         |
| | 0–5                                    | 23:25 – Dumbadze (Svanidze) (PP)                    |                |                                                                         |
| | 0–6                                    | 23:38 – Kochkin                                     |                |                                                                         |
| | 0–7                                    | 31:59 – Kozyulin (Gi. Jeiranashvili)                |                |                                                                         |
| Wong K. (Tang S.) – 33:43 | 1–7                                    |                                                     |                |                                                                         |
| | 1–8                                    | 34:01 – Kurbatov                                    |                |                                                                         |
| | 1–9                                    | 35:52 – Kochkin                                     |                |                                                                         |
| | 1–10                                   | 38:05 – Kozyulin (Svanidze) (SH)                    |                |                                                                         |
| Wong Y. (Wong K., Ho J.) (PP) – 39:06 | 2–10                                   |                                                     |                |                                                                         |
| | 2–11                                   | 42:07 – Svanidze (Kurbatov)                         |                |                                                                         |
| Ho J. (Kan S., Wong K.) (PP) – 45:40 | 3–11                                   |                                                     |                |                                                                         |
| | 3–12                                   | 48:14 – D. Oganeziani (Kozyulin)                    |                |                                                                         |
| | 3–13                                   | 52:53 – Svanidze (Gi. Jeiranashvili, D. Oganeziani) |                |                                                                         |
| | 3–14                                   | 56:51 – Svanidze (PS)                               |                |                                                                         |

| 2016. április 6. 20:00 | Luxemburg | 13–0 (4–0, 3–0, 6–0) | Bosznia-Hercegovina | Silivrikapı Jégcsarnok, Isztambul Nézőszám: 67 |

| Jegyzőkönyv | Jegyzőkönyv   | Jegyzőkönyv | Jegyzőkönyv                | Jegyzőkönyv                                                       |
| --- | ------------- | ----------- | -------------------------- | ----------------------------------------------------------------- |
| | Gilles Mangen | Kapusok     | Dino Pašović Edis Pribišić | Játékvezető: Stefan Hogarth Vonalbírók: Murat Aygün Timo Heinonen |
| \| Cannon (Holtzem, Eriksson) – 08:28 \| 1–0 \| \| \| T. Beran (PS) – 10:48 \| 2–0 \| \| \| T. Beran (R. Beran) – 12:43 \| 3–0 \| \| \| Eriksson (Sinner) (SH) – 14:59 \| 4–0 \| \| \| Eriksson (Cannon) – 29:18 \| 5–0 \| \| \| R. Beran – 29:58 \| 6–0 \| \| \| T. Beran (Cannon) – 33:04 \| 7–0 \| \| \| T. Beran (R. Beran) – 43:04 \| 8–0 \| \| \| Mossong (Mosr, Farinon) – 43:28 \| 9–0 \| \| \| Holtzem (R. Scheier, Eriksson) (PP) – 44:49 \| 10–0 \| \| \| Holtzem (Schön) (PP) – 47:20 \| 11–0 \| \| \| Eriksson (Cannon) – 49:31 \| 12–0 \| \| \| Cannon (Holtzem) – 59:24 \| 13–0 \| \| |               |             |                            | Játékvezető: Stefan Hogarth Vonalbírók: Murat Aygün Timo Heinonen |
| 12 perc | Büntetések    | 32 perc     |                            | Játékvezető: Stefan Hogarth Vonalbírók: Murat Aygün Timo Heinonen |
| 54 | Lövések       | 25          |                            | Játékvezető: Stefan Hogarth Vonalbírók: Murat Aygün Timo Heinonen |
| Cannon (Holtzem, Eriksson) – 08:28 | 1–0           |             |                            | Játékvezető: Stefan Hogarth Vonalbírók: Murat Aygün Timo Heinonen |
| T. Beran (PS) – 10:48 | 2–0           |             |                            | Játékvezető: Stefan Hogarth Vonalbírók: Murat Aygün Timo Heinonen |
| T. Beran (R. Beran) – 12:43 | 3–0           |             |                            | Játékvezető: Stefan Hogarth Vonalbírók: Murat Aygün Timo Heinonen |
| Eriksson (Sinner) (SH) – 14:59 | 4–0           |             |                            |                                                                   |
| Eriksson (Cannon) – 29:18 | 5–0           |             |                            |                                                                   |
| R. Beran – 29:58 | 6–0           |             |                            |                                                                   |
| T. Beran (Cannon) – 33:04 | 7–0           |             |                            |                                                                   |
| T. Beran (R. Beran) – 43:04 | 8–0           |             |                            |                                                                   |
| Mossong (Mosr, Farinon) – 43:28 | 9–0           |             |                            |                                                                   |
| Holtzem (R. Scheier, Eriksson) (PP) – 44:49 | 10–0          |             |                            |                                                                   |
| Holtzem (Schön) (PP) – 47:20 | 11–0          |             |                            |                                                                   |
| Eriksson (Cannon) – 49:31 | 12–0          |             |                            |                                                                   |
| Cannon (Holtzem) – 59:24 | 13–0          |             |                            |                                                                   |